# LIX
LIX er en forkortelse for læsbarhedsindeks (sv. läsbarhetsindex), der er en skala der giver et mål for en teksts læsbarhed. Det opgøres som det gennemsnitlige antal ord pr. helsætning, plus procentdelen af lange ord, altså ord der er over seks bogstaver lange. LIX blev introduceret af den svenske pædagog C.H. Björnsson (1916-1988).
Jo større lixtallet altså er, desto sværere regnes teksten for at være. 
Parametre:
```
O
 = antal ord i teksten

P
 = antal punktummer i teksten

L
 = antal lange ord (over 6 bogstaver lange)
```

{\displaystyle {\textrm {LIX}}={O \over P}+{L\cdot 100 \over O}}
Formlen kan altså forstås som antal ord per punktumlængde lagt sammen med procentdelen af de lange ord i teksten.
Man har så følgende skala til at vurdere tallet der kommer ud:
- >=55     Meget svær, faglitteratur på akademisk niveau, lovtekster.
- 45-54 Svær, f.eks. saglige bøger, populærvidenskabelige værker, akademiske udgivelser.
- 35-44 Middel, f.eks. dagblade og tidsskrifter.
- 25-34 Let for øvede læsere, f.eks. ugebladslitteratur og skønlitteratur for voksne.
- <=24     Let tekst for alle læsere, f.eks. børnelitteratur.

## Forbehold
Et lavt lixtal giver ingen garanti for, at teksten er letlæselig. Udregningen tager bl.a. ikke hensyn til, hvordan teksten er bygget op (sætningskonstruktioner, ræsonnementer), andel af fremmedord og læserens baggrundsviden.